# Wallace (Idaho)
Wallace è una città degli Stati Uniti d'America, situata nello Stato dell'Idaho, nella Contea di Shoshone, della quale è anche il capoluogo.